# مايك ايسبوسيتو
مايك ايسبوسيتو (بالإنجليزية: Mike Esposito)‏ هو لاعب كرة قدم أمريكية أمريكي، ولد في 24 أبريل 1953 في إيفرت في الولايات المتحدة.

## وصلات خارجية
- مايك ايسبوسيتو على موقع مرجع كرة القدم المحترفة.كوم (الإنجليزية)